# Audio Overload
Audio Overload（オーディオ・オーバーロード）とは、いくつかのゲーム機の音楽データを聞く為の、プレイヤーソフトの一つであり、macOSやWindows、Linuxに対応している。

## 対応しているフォーマット
- AY - Amstrad CPC/ZX Spectrum/Atari ST
- COP - Sam Coupe（英語版）
- GBS - 任天堂・ゲームボーイ
- GSF - 任天堂・ゲームボーイアドバンス
- GYM - セガ・メガドライブ
- HES - NEC・PCエンジン
- IMF（英語版） - いくつかのApogee（英語版）用ゲームサウンド（PC/AT互換機）
- KSS - MSXシリーズ
- MDX - シャープ・X68000
- MOD - コモドール・アミーガ
- NSF（ドイツ語版） - 任天堂・ファミリーコンピュータ
- NSFE - 任天堂・ファミリーコンピュータ（拡張タグつき）
- ORC - TRS-80 Orchestra-90（英語版）
- PSF（英語版） - ソニー・プレイステーション
- QSF - カプコン・QSound（英語版）フォーマット
- RAW - AdLib（英語版）サウンドフォーマット（PC/AT互換機）
- ROL - AdLib Visual Composerフォーマット（PC/AT互換機）
- S3M（英語版） - GUSおよびSoundBlasterフォーマット（主にPC/AT互換機）
- S98 - NEC・PC-9800シリーズ
- SAP（英語版） - Atari XL/XE
- SCI - いくつかのSierra用ゲームサウンド（PC/AT互換機）
- SNDH - Atari ST
- SSF - ST-V
- SPC - スーパーファミコン
- VGM（英語版） - セガ・マスターシステム/ゲームギア/メガドライブ
- VTX - Spectrum Vortex Tracker
- YM - Amstrad CPC/ZX Spectrum/Atari ST